# يهود يثرب
يهود يثرب كانوا يقيمون في إقليم الحجاز في شبه الجزيرة العربية قبل ظهور الإسلام بمدة طويلة ويثرب مدينة في غاية الحسن، وعليها سور قديم وحولها نخل كثير وتمرها في غاية الطيب والحلاوة ولها مخاليف وحصون، ويرى بعض المؤرخين بأن يثرب أنشأها اليهود.

## هجرة اليهود إلى يثرب
هجرة اليهود إلى يثرب كانت على دفعات متتابعة في أزمان مختلفة ولا يعرف على وجه الدقة متى كان سكنى اليهود في يثرب أول الأمر، فقد ذكر السمهودي قولان في ذلك إلى أن الوجود اليهودي في يثرب يعود لزمن النبي موسى وفي قول آخر إلى زمن نبوخذ نصر. ثم حصلت بعد ذلك هجرة أخرى إلى يثرب فيقول ياقوت الحموي ((ثم إن الروم ظهروا على الشام فقتلوا من بني إسرائيل خلقا كثيرا فخرج بنو قريظة والنضير وهدل هاربين من الشام يريدون الحجاز الذي فيه بنو إسرائيل ليسكنوا معهم)).

## أصل يهود يثرب
ذهب البعض ومنهم ولفنسون إلى أن يهود يثرب من العنصر الإسرائيلي، في حين ذهب البعض الآخر ومنهم فيليب حتي إلى أن يهود يثرب كانوا بالأكثر من القبائل العربية التي تهودت مع كون نواة هذه الجماعة إسرائيلية صرفة.

## قبائل يهود يثرب
ذكر السمهودي بأن قبائل اليهود في يثرب كانوا نيفاً وعشرين قبيلة، منهم بنو عكرمة وبنو ثعلبة وبنو محمر وبنو زعورا وبنو قينقاع وبنو النضير وبنو قريظة وبنو هدل وبنو عوف وبنو القصيص وبنو ماسلة، سكن هؤلاء المدينة وأطرافها.

وقد عرف بنو قريظة وبنو النضير من بين اليهود بـ «الكاهنين»، نسبوا ذلك إلى جدهم الذي يقال له «الكاهن». و«الكاهن» هو الكاهن بن هارون بن عمران.

وأما قبيلة بني قينقاع فذكر السمهودي ((قال الحافظ ابن حجر: وهم من ذرية يوسف الصديق عليه السلام)).

وأما قبيلة بني هدل فقد جاء في نسبهم ((بَنِي هَدَلٍ لَيْسُوا مِنْ بَنِي قُرَيْظَةَ وَلَا النّضِيرِ نَسَبُهُمْ فَوْقَ ذَلِكَ هُمْ بَنُو عَمّ الْقَوْمِ))، وعلى هذا ربما يكون بنو هدل من نسل داود لأن ذرية داود فيه مُلك ورياسة اليهود إلى اليوم وهو أعلى رتبة من ذرية الكاهن.أو ربما هم من ذرية الكاهن كذلك إلا أنهم أعلى في النسب وذلك بسبب الفرق في المكانة والمنزلة كما كان التمايز بين النضير وقريظة في الدية. أو ربما قصد بأن جدهم الذي ينتسبون إليه أعلى في المرتبة الزمنية كما ذكر السهيلي ((وَذَكَرَ فِي نَسَبِ قُرَيْظَةَ وَالنّضِيرِ عَمْرًا، وَهُوَ هَدَلٌ)).

وبنو ثعلبة وهم رهط ملكهم الفطيون، وقد ذكر ابن الأثير بأنهم من بني إسرائيل. وعلى هذا يحتمل بأن يكون بنو الفطيون من نسل داود إذ أن المُلك في اليهودية لا تجوز إلا في نسل داود كما نص الكتاب المقدس ((لأن الله قال الملك الذي يجلس على عرش إسرائيل يكون دائماً واحداً من نسل داود)).

## خصائص يهود يثرب
تميز يهود يثرب بعدة مميزات قبل الإسلام منها:
١-سيطرتهم على الثروات الأساسية في المدينة المنورة، وعلى أهمّ مزارعها وتجارتها ومنافعها، وعلى أهمّ صناعاتها الّتي تدرّ الأرباح وهي صناعة الذهب و الأسلحة وغيرها. وكان أغلب أهل المدينة يرجعون إليهم لسدّ حوائجهم المالية والاستقراض منهم وتسديد الربا إليهم، أي أنّهم كانوا يقبضون على كلّ شيء من الناحية المالية ، وقد اشتهر اليهود في يثرب من قديم الزمان بصناعة الأسلحة، من سيوف ونبال ودروع وسهام ونصال، فكانوا يصنعونها و يبيعونها و بالتالي كانوا يتصدرون تجارة السلاح في الحجاز قبل الإسلام كما يصنعون بعض العقود من الجواهر الثمينة، ومن الجزع الظفاري، وهو خرز ثمين القيمة وكان لبني قينقاع سوق في وسط يثرب عند جسر بطحان، يصنعون فيه صناعتهم، ويبيعون فيه ما يصنعونه من الحلي، من أساور وأقراط وخلاخيل ودمالج، وخواتم و غيرها.
٢-كانوا أصحاب كتاب وعلى اطّلاع على مختلف المعارف والعلوم الدينيّة والمسائل الدنيوية و من هنا كانت لهم الهيمنة الفكريّة و الثقافية في المدينة المنورة قبل الإسلام.
٣-اتّصالهم و تحالفهم مع بعض القبائل العربية في نجد و محيط المدينة المنورة ، فلم يتقوقعوا داخل حدود المدينة ، و قد ظهر ذلك جليا في معركة الأحزاب ضد المسلمين.

٤- برعوا في فن العمارة و تفننوا في بناء الحصون والآطام وهذه الحصون تعتبر في زمانهم كالتحصينات العسكرية، وكانوا يخزنون فيها الماء والقوت والوقود وجميع ما يحتاجون إليه بكميات تكفي لفترة طويلة من الزمان حتى إذا حوصروا، أو اضطروا إلى المكث فيها مدة طويلة كان عندهم ما يغنيهم ، وكانوا يشيدون هذه الحصون من الحجارة الصلبة المنحوتة بأشكال هندسية، ويجعلون سمك الجدار فيها متراً أو أكثر، وكانت تقام من طابقين أو ثلاثة طوابق ، و كان في يهود يثرب نجارون على درجة كبيرة من اتقان حرفتهم سواء في نجارة المعمار - الأبواب والنوافذ والسقوف ، و كانت أبواب بيوت بني النضير ونوافذها وأسقفها على درجة عالية من فن النجارة، حيث كانت مزخرفة بالنقوش الجميلة ، وكثير من أهل يثرب الأثرياء كانت بيوتهم مؤثثة تأثيثاً جميلاً، وكان استعمال الكراسي معروفاً عندهم حيث كانوا يصنعونها من الخشب ويصنعون أرجلها من الحديد ، و هذا يدل على أن المجتمع العربي في يثرب كان مجتمع متحضر و على درجة عالية من الرقي و التمدن ، يقول الأستاذ هيكل: 
| يهود يثرب | وقد ترك أصحاب هذه المنازل من اليهود والأوس آثاراً في الحرة تدل على حضارة ونظام، تركوا بها آثار مصانع وصهاريج مياه لم يبق منها اليوم إلا أطلالاً دوارس. | يهود يثرب |

## لغة يهود يثرب
لغة اليهود في بلاد الحجاز هي اللغة العربية و لكنها لم تكن عربية خالصة بل كانت مشوبة بالرطانة العبرية لأنهم لم يتركوا إستعمال اللغة العبرية تركا تاما بل كانوا يستعملونها في صلواتهم و دروسهم فكان من الضروري أن يدخل في عربيتهم بعض الكلمات العبرية

## الوضع السياسي
في الحجاز و بقية أقاليم شبه الجزيرة العربية نشأت أشكال من السلطة والتنظيم السياسي، يقول البستاني ((فكان فيها قبائل وإمارات يهودية مستقلة بمثابة ممالك قائمة بنفسها في الحجاز واليمن)) وذهب بعض المستشرقين من أنصار فستنفلد إلى الاعتقاد بأنه قد ظهرت في يثرب دولة يهودية امتد سلطانها السياسي حتى شمل شمال الحجاز بأجمعه، وكان لليهود ملك على يثرب يلقب بـ«الفيطوان» أو «الفيطون» أو «الفطيون»، قال ياقوت الحموي ((ولما استولى اليهود في الزمن القديم على المدينة وتغلبوا عليها كان لهم ملك يقال له الفطيون)) وقال كذلك ((وكان ملك بني إسرائيل يقال له الفيطوان، وفي كتاب ابن الكلبي: الفطيون، بكسر الفاء والياء بعد الطاء، وكانت اليهود والأوس والخزرج يدينون له))، وذكر الاخباريون أسماء نفر ممن كانوا يلقبون بالفطيون وكان آخر ملوكهم الفيطوان جوني بن شريف بن كعب، وأفل حكمهم في زمن ملك الغساسنة الحارث بن جبلة.
وقيل أن الحجاز فيما مضى كانت من توابع مملكة يهوذا، يقول ابن خلدون ((قال المسعودي: وكانت الحجاز إذ ذاك أشجر بلاد الله وأكثرها ماء فنزلوا بلاد يثرب واتخذوا بها الأموال وبنوا الآطام والمنازل في كل موطن، وملّكوا أمر أنفسهم، وانضافت إليهم قبائل من العرب نزلوا معهم واتخذوا الأطم والبيوت وأمرهم راجع إلى ملوك المقدس من عقب سليمان عليه السلام.)).

## الوضع الاقتصادي

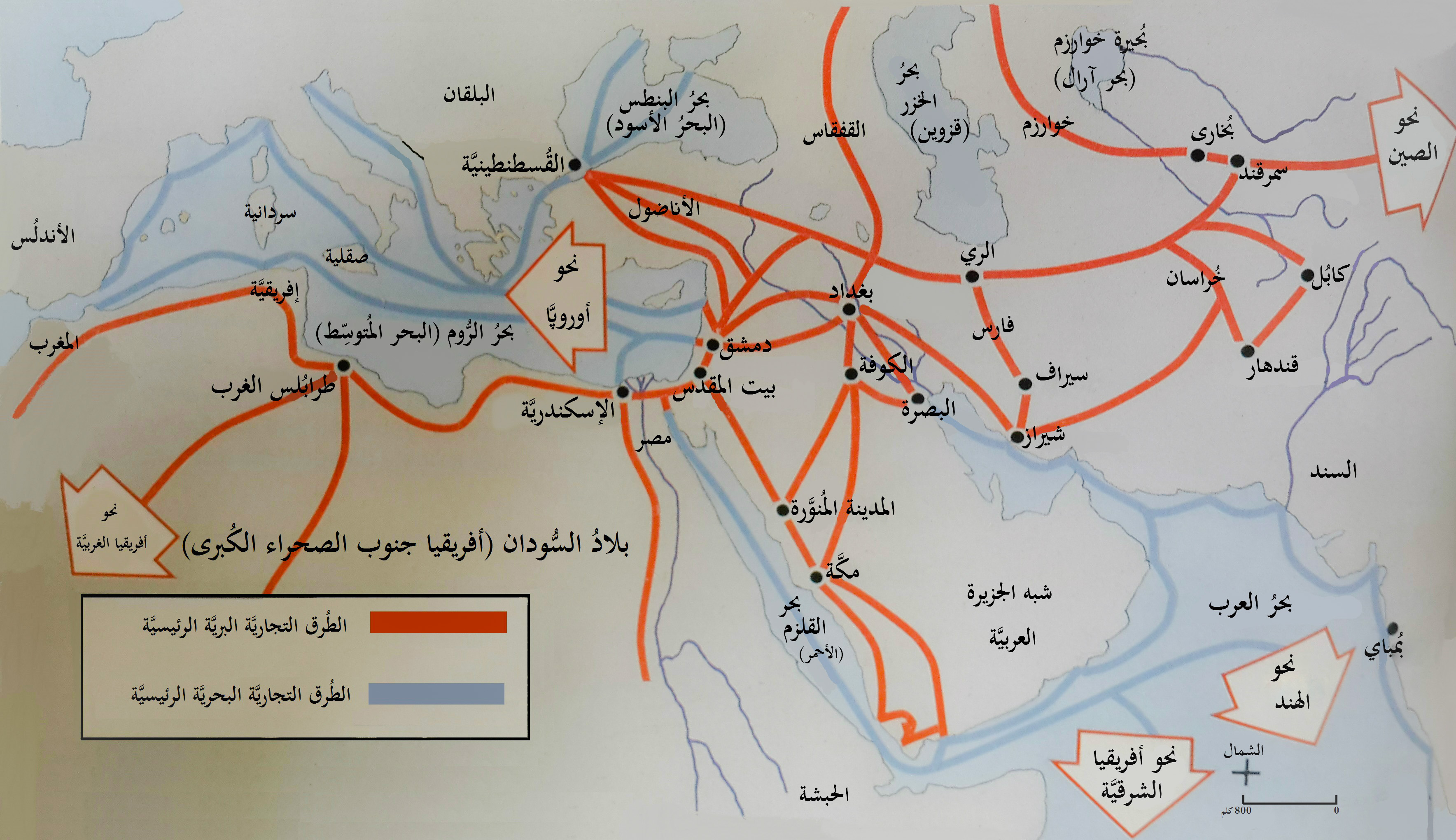
طريق إيلاف التجاري و رحلة الشتاء و الصيف التي تربط تجارة مدينة مكة المكرمة و جنوب شبه جزيرة العرب مع الشام كانت تمر عبر يثرب

وكانت يثرب تقع على طريق القوافل بين الشام واليمن، وكانت واحة حقيقية ذات تربة صالحة للزراعة وقد أصبحت المدينة من أمهات المراكز الزراعية على أيدي يهودها بني النضير وبني قريظة، كذلك اشتغل اليهود بالتجارة وخاصة في تجارة المجوهرات والذهب، وقد مارس اليهود مختلف الصناعات، كالصياغة وصناعة الأسلحة، وسيطروا بذلك على زمام الأمور الاقتصادية في المدينة، لا سيما وأنهم قد امتهنوا الصيرفة والإقراض بالفائدة الفاحشة.

## شخصيات من يهود يثرب
- سلام بن مشكم، سيد بني النضير وصاحب كنزهم[31]، ورفض أن يتولى منصب رئيس اليهود[32]، وكان شاعراً[33]، وكان من الأوفياء بالعهد الذي بين اليهود والمسلمين[34] وعن ابن عباس قال: أتى رسول الله صلى الله عليه وسلم جماعة من اليهود: سلام بن مشكم، والنعمان بن أوفى، وشاس بن قيس، ومالك بن الصيف، فقالوا: كيف نتبعك وقد تركت قبلتنا وأنت لا تزعم أن عزيرًا ابن الله؟ فأنزل الله عز وجل: {وَقَالَتِ الْيَهُودُ عُزَيْرٌ ابْنُ اللَّه}.[35]
- حيي بن أخطب، من رؤساء بني النضير[36] وكان يلقب بسيد الحاضر والبادي[37] ومن أشد الناس عداءً للمسلمين[38] وكان في نظر اليهود هو سبب اندلاع الحرب مع المسلمين.[39]
- كعب بن أسد، سيد بني قريظة[40]، وكان نضر الوجه حتى قيل فيه ((كان وجهه مرآة صقيلة يتراءى فيها عذارى الحي))[41]
- كعب بن الأشرف، من بني النضير وكان شاعراً[42] ساد يهود الحجاز بكثرة ماله.[43]
- رفاعة بن زيد، أحد عظماء بني قينقاع[44]
- فنحاص بن عازورا، سيد بني قينقاع[45] وكان من علماء وأحبار اليهود يجتمع حوله اليهود في بيت المدارس.[46]
- شاس بن قيس، من وجهاء بني قريظة[47] ودهاتها حتى قيل فيه ((الْحُوّلُ الْقُلّبُ الّذِي لَا يَؤُمّ جَمَاعَةً إلّا فَضّهَا وَلَا عُقْدَةً إلّا حَلّهَا)).[48] وفيه نزلت اية {وَقَالَتِ الْيَهُودُ عُزَيْرٌ ابْنُ اللَّه}[35]
- عزال بن شمويل، فارس بني قريظة وقيل في شجاعته ((مقدمتنا إذا شددنا وحاميتنا إذا فررنا))[37]
- مخيريق أحد بني ثعلبة بن الفطيون، وقال فيه النبي محمد ((مخيريق خير يهود))[49]
- ريحانة بنت زيد، من بني قريظة وكانت أماً للمؤمنين وإحدى نساء النبي محمد[50] وكانت ذات جمال.[51]
- أسيد بن الفطيون، أحد بني ثعلبة بن الفطيون، قال فيه النبي محمد ((اللهم أدم جماله))[52]
- عقبة بن زيد، من أعيان بني قريظة وعرف عنه فعل الخير حتى قيل فيه ((وَالِي رِفَادَةِ الْيَهُودِ وَأَبُو الْأَيْتَامِ وَالْأَرَامِلِ مِنْ الْيَهُودِ))[48]
- وهب بن زيد، قائد جيش قبيلة بني قريظة وقيل فيه ((لِوَاءُ الْيَهُودِ فِي الزّحْفِ))[48]
- سارة القرظية، شاعرة من بني قريظة.[53]